# Liste der 999 Frauen des Heritage Floor/Fruchtbarkeitsgöttin
Diese Liste beschreibt das Gedeck für die Fruchtbarkeitsgöttin auf dem Tisch der Kunstinstallation The Dinner Party von Judy Chicago. Sie ist Teil der Liste der 999 Frauen des Heritage Floor, die den jeweiligen Gedecken auf dem Tisch zugeordnet sind. Die Namen der 999 Frauen befinden sich auf den Kacheln des Heritage Floor, der unterhalb des Tisches angeordnet, zur Kunstinstallation gehört.

## Beschreibung
Die Installation besteht aus einem dreiseitigen Tisch, an dem jeweils 13 historische oder mythologische Persönlichkeiten, somit insgesamt 39 Personen, von der Urgeschichte bis zur Frauenrechtsbewegung Platz finden. Diesen Personen wurde am Tisch jeweils ein Gedeck bestehend aus einem individuell gestalteten Tischläufer, einem individuell gestalteten Teller sowie einem Kelch, Messer, Gabel, Löffel und einer Serviette zugeordnet. Die erste Seite des Tisches widmet sich der Urgeschichte bis zur Römischen Kaiserzeit, die zweite der Christianisierung bis zur Reformation und die dritte von der Amerikanischen Revolution bis zur Frauenbewegung. Jedem Gedeck auf dem Tisch sind weitere Persönlichkeiten zugeordnet, die auf den Fliesen des Heritage Floor, der den Raum unter dem Tisch und die Mitte des Raumes zwischen den Seiten des Tisches einnimmt, einen Eintrag erhalten haben. Diese Liste erfasst die Persönlichkeiten, die dem Gedeck der Fruchtbarkeitsgöttin zugeordnet sind. Ihr Platz befindet sich an der ersten Tischseite.

### Hinweise
Zusätzlich zu den Namen, wie sie in der deutschen Transkription oder im wissenschaftlichen Sprachgebrauch benutzt werden, wird in der Liste die Schreibweise aufgeführt, die von Judy Chicago auf den Kacheln gewählt wurde.
Die Angaben zu den Frauen, die noch keinen Artikel in der deutschsprachigen Wikipedia haben, sind durch die unter Bemerkungen angeführten Einzelnachweise referenziert. Sollten einzelne Angaben in der Tabelle nicht über die Hauptartikel referenziert sein, so sind an der entsprechenden Stelle zusätzliche Einzelnachweise angegeben. Bei Abweichungen zwischen belegten Angaben in Wikipedia-Artikeln und den Beschreibungen des Kunstwerks auf der Seite des Brooklyn Museums wird darauf zusätzlich unter Bemerkungen hingewiesen.

### Gedeck für die Fruchtbarkeitsgöttin

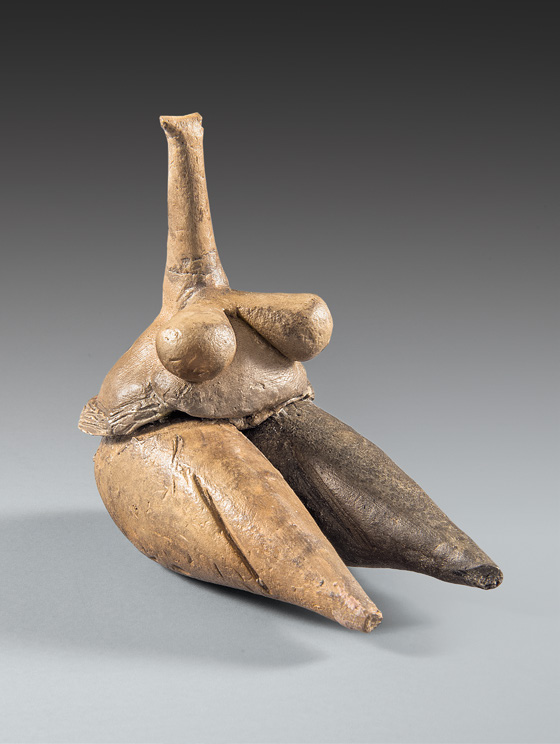
Menschliche Figur aus Ton, vermutlich Fruchtbarkeitsgöttin Tappeh Sarab, Kermanshah 7000–6100 v. Chr., Jungsteinzeit, Nationalmuseum des Iran

In einem Glaubenssystem des Polytheismus mit verschiedenen Göttern ist eine Fruchtbarkeitsgöttin verantwortlich für die Fruchtbarkeit der Felder und der Tiere. In manchen Glaubenssystemen garantiert nicht eine einzelne Fruchtbarkeitsgottheit, sondern eine sogenannte Heilige Hochzeit zwischen einem Gott und einer Göttin die Fruchtbarkeit der Felder.
Fruchtbarkeitsgottheiten wurden oft als Göttin verehrt, archäologische Funde zeigen in Figurinen stilisierte Bilder des weiblichen Körpers, bei denen die sekundären Geschlechtsmerkmale, die die Fruchtbarkeit betonen, übertrieben stark dargestellt werden. Bekannte Figurinen sind die Venus von Lespugue und die Venus von Willendorf. In der Regel werden Venusfigurinen einerseits als Fruchtbarkeitssymbole gedeutet, andererseits auch als die Darstellung einer Göttin. Durch die übertrieben ausgeprägten Körperteile erscheinen diese Figurinen heute entweder hochschwanger oder stark übergewichtig.
In der Kunstinstallation wird zu dem Gedeck der Fruchtbarkeitsgöttin ausgeführt, dass Marija Gimbutas, eine führende Gelehrte in der Erforschung der frühen Göttinnenverehrung, prähistorische Göttinnenfiguren mit Wasser in Verbindung gebracht hat. Im Rahmen ihrer Forschungen habe sie Figuren gefunden, die mit Symbolen versehen sind, die Wasser in verschiedenen Formen darstellen, wie Regen, Bäche mit Muttermilch und Fruchtwasser. In ihrer Schrift The Language of the Goddess stellt sie die These auf, dass diese Figuren und die dazugehörigen Symbole, die auch in der Jungsteinzeit und in der Bronzezeit auf Kreta zu finden waren, einen Göttinnenkult darstellen, der im Laufe der Zeit verloren ging.
Die in der heutigen Türkei ausgegrabene Siedlung Çatalhöyük aus der Jungsteinzeit ist als archäologische Stätte für Forscher der Göttinnenverehrung von Bedeutung. Die Siedlung Çatalhöyük scheint eines der ersten urbanen Zentren gewesen zu sein, in der eine landwirtschaftlich geprägte Gesellschaft lebte, die Handel trieb und so reich war, dass ihre Bürger Luxusgüter wie Spiegel besaßen. Umstritten ist die Vermutung, dass es viele Schreine in der Siedlung gegeben habe, von der Chicago noch ausging, die sich auf die Forschungen von James Mellaart bezog. Diese werden jedoch inzwischen durch Ian Hodder ebenfalls als Wohnhäuser gedeutet. Auch bezieht sich Chicago auf die These von James Mellaart, der Reliefs gefunden hat, auf denen Wesen mit gespreizten, jeweils in Kopfrichtung angewinkelten Armen und Beinen und einem betonten Nabel dargestellt sind, über denen sich mehrere Putzlagen und Bemalungen befanden. Kopf, Hände und Füße waren immer abgeschlagen. Mellaart deutete die Darstellung als gebärende Göttin. Jedoch macht ein Fund eines Stempels aus Çatalhöyük, der einen Bären in exakt dieser Körperhaltung zeigt deutlich, dass die Deutung nicht notwendig zutreffen muss.
Demnach hätten nach Judy Chicago viele Gelehrte und Archäologen die Ausgrabungsstätte genutzt, um Theorien über eine frühe matriarchalische Gesellschaft aufzustellen, in der das primäre göttliche Wesen die Fruchtbare Göttin war, ein Modell für nachfolgende Traditionen der Göttinnenverehrung.
Das Gedeck der Fruchtbarkeitsgöttin beinhaltet prähistorische Elemente, welche auf die gesellschaftliche Rolle der Frau und die Verehrung der Göttin für Geburt und Erschaffung von Nahrung hinweisen. Die Techniken, die bei der Herstellung des Tischläufers benutzt wurden, wurden wahrscheinlich bereits von Frauen der Altsteinzeit bei ähnlichen Objekten verwendet. Knochennadeln wurden von Hand aus den Oberschenkelknochen von Kühen hergestellt, und die Wolle wurde auf einer Fallspindel gesponnen.
Auf dem Tischläufer findet sich die Spirale als vorherrschende Form. Sie bezieht sich auf die frühen Wickelkörbe und Töpferwaren von Frauen. Als Unterlage dient grobes Sackleinen, eine frühe Textilie. Chicago vermutet, dass diese Textilien ausschließlich von Frauen hergestellt wurden. Das Gedeck erinnert an die traditionell geschaffenen Töpfer-, Korb- und Textilgüter der Jungsteinzeit, die von Frauen gefertigt wurden und von denen viele für die Landwirtschaft und den Anbau von Lebensmitteln verwendet wurden. Da die Landwirtschaft den Beginn des Neolithikums markiert und für den Fortschritt der Zivilisation verantwortlich ist, kennzeichnet das Gedeck auch die Rolle der Frau bei der Gestaltung der alten Gesellschaft.
Die für die Produktion von Tischläufer und Teller notwendigen Entscheidungen für Aussehen und Stil fußen auf frühen Darstellungen von Göttinen, wie der Venus von Willendorf. Es wurde dabei vermutet, dass es sich um kultische Gegenstände gehandelt habe, die von Männern und Frauen genutzt wurden. Ihre üppigen Formen spiegeln sich in den fleischigen Qualitäten des Tellers wider. In den Tischläufer wurden Figuren eingewebt, die frühe Reproduktionen des weiblichen Körpers darstellen sollen. Diese Figuren wurden verwendet, um Frauen als Schöpferinnen und Erzieherinnen zu verehren. Muscheln und Seesterne schmücken den Läufer und verweisen auf die Assoziation des Meeres mit Frauen, Fruchtbarkeit und Göttinnen wie der Venus. Der Teller ist mit runden Formen verziert, die Brüste und andere natürliche Elemente wie Samen darstellen sollen, die mit der weiblichen Fruchtbarkeit zusammenhängen.
| Name     | Schreibweise auf der Kachel | Geburtsdatum | kulturräumliche Zuordnung | Bemerkungen | Bild |
| -------- | --------------------------- | ------------ | ------------------------- | --- | ---- |
| Bona Dea | Bona Dea                    | N/A          | Römische Mythologie       | In der römischen Religion die Göttin der Fruchtbarkeit, Heilung, Jungfräulichkeit und der Frauen, Tochter von Faunus, hatte in Rom einen Tempel auf dem Aventin. Ihr Kult bestand in Rom wahrscheinlich seit dem 3. Jahrhundert v. Chr. Verehrt wurde sie an jedem 4. Dezember in einer Zeremonie, bei der nur Frauen anwesend sein durften.                                          |      |
| Brigid   | Brigid                      | N/A          | Irische Mythologie        | Göttin der keltischen Mythologie Irlands. Sie gilt als Tochter des Dagda und Gattin des Bress sowie als Mutter des Ruadan. Sie soll, verehrt in dreifacher Form, Schutzgöttin der Gesetzgeber, der Heilkunst, der Fruchtbarkeit und der Schmiede gewesen sein. |      |
| Cardea   | Cardea                      | N/A          | Römische Mythologie       | Göttin der Schwellen, der Türscharniere und der Türgriffe. Sie gehört in die Reihe der römischen Sondergottheiten. Verehrt wurde sie als Beschützerin von Kindern, die sie durch die Macht des Weißdorns insbesondere vor Vampiren und Hexen beschützte. |      |
| Danu     | Danu                        | N/A          | Keltische Mythologie      | Keltische Göttin der Fruchtbarkeit, Gesundheit und des Wohlstands. Mutter der Túatha Dé Danann, der „Kinder von Danu“, eines Volkes, das im zweiten Jahrtausend v. Chr. In Irland lebte. Danu war ein Symbol des Überflusses, normalerweise verbunden mit fließenden Gewässern, besonders Flüssen und Bächen.                                                                         |      |
| Freya    | Freya                       | N/A          | Nordische Mythologie      | Wanengöttin der Fruchtbarkeit und des Frühlings, des Glücks und der Liebe, sowie Lehrerin des Zaubers. |      |
| Frigg    | Frija                       | N/A          | Nordische Mythologie      | In der Nordischen Mythologie ist Frigg die Frau von Odin und gehört zu den Asen. Nach einigen Autoren ist ein anderer Name für sie Saga. Sie ist die Schutzherrin der Ehe und Mutterschaft. Sie ist Hüterin des Herdfeuers und des Haushaltes. |      |
| Hera     | Hera                        | N/A          | Griechische Mythologie    | Gattin und gleichzeitig die Schwester von Zeus und somit die Tochter von Kronos und Rhea. Sie gehört zu den zwölf olympischen Gottheiten, den Olympioi. |      |
| Juno     | Juno                        | N/A          | Römische Mythologie       | Sie galt als Göttin der Geburt, der Ehe und Fürsorge. Der Monatsname Juni leitet sich von Juno her. |      |
| Macha    | Macha                       | N/A          | Irische Mythologie        | Im Ulster-Zyklus der keltischen Mythologie Irlands der Name mehrerer Landes-Gottheiten und auch Sagengestalten, wahrscheinlich sind dies Aspekte derselben Göttin. |      |
| Akka     | Madderakka                  | N/A          | Samische Mythologie       | In der samischen Mythologie Göttin der Frauen und Kinder, Stammesmutter, Fruchtbarkeitsgöttin. Sie wurde durch ihre drei Töchter Sarakka, Uksakka und Juksakka unterstützt. Akka war der allgemeine Name für weibliche Geister in der samischen Mythologie, Madderakka war der erste.                                                                                                 |      |
| Nerthus  | Nerthus                     | N/A          | Germanische Mythologie    | Gottheit der germanischen Mythologie, die gelegentlich mit dem eddischen Njörd identifiziert wird. Tacitus beschreibt Nerthus als Terra Mater (lat.: Mutter Erde). |      |
| Ninti    | Ninti                       | N/A          | Sumerische Mythologie     | Sumerische Göttin des Lebens. Sie wurde von Ninḫursanga mit sieben weiteren Göttinnen geschaffen, um Enki zu heilen, der zuvor von Ninḫursanga verflucht worden war und verbotene Blumen gegessen hatte. Ninti war dafür zuständig, Enkis Rippe zu heilen. Dieser Mythos wurde später im Buch der Genesis als die Geschichte von Eva adaptiert, die aus Adams Rippe erschaffen wurde. |      |
| Tellus   | Tellus Mater                | N/A          | Römische Mythologie       | Gottheit der mütterlichen Erde, daher auch oft Terra Mater genannt, sie entspricht der griechischen Gaia. Tellus Mater war für Landwirtschaft und Erdbeben sowie für Ehe und Fruchtbarkeit verantwortlich. Ihr Fest, das jährlich am 15. April stattfand, hieß Fordicia und verlangte das Opfer trächtiger Kühe.                                                                      |      |

Einzelnachweise
1. ↑  Brooklyn Museum: Fertile Goddess. In: brooklynmuseum.org. Abgerufen am 29. September 2019.